# Burg Zelem

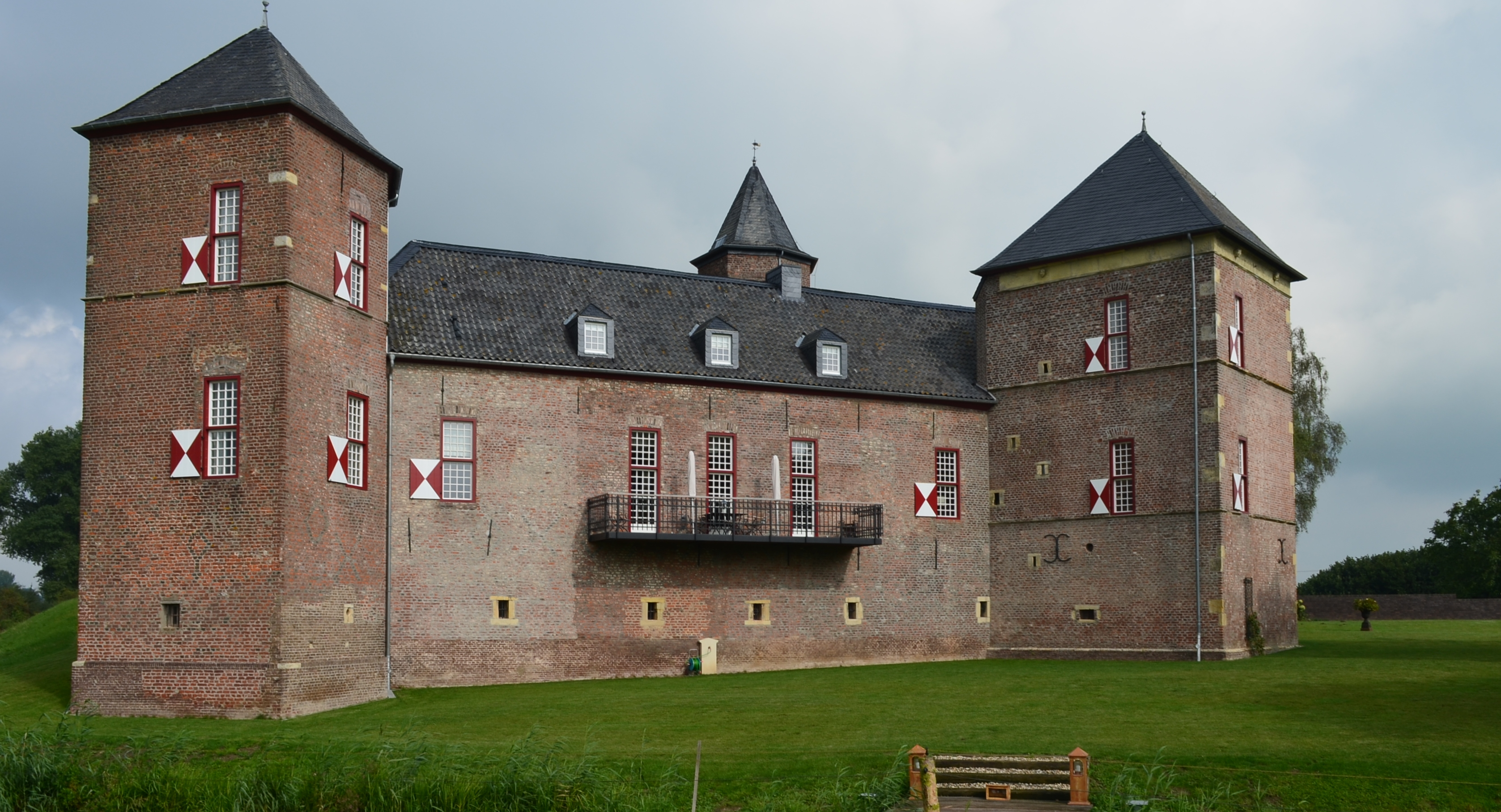
Burg Zelem, Ansicht von Südosten

Burg Zelem (auch Selem, Selhem, Selm, Zelhem oder Zelm) ist ein ehemaliger Rittersitz am Rande von Mehr, einem Ortsteil der nordrhein-westfälischen Gemeinde Kranenburg. Die Wasserburg liegt landschaftlich im Herzen der Düffel und wurde bereits im 12. Jahrhundert unter den Gütern der Abtei Echternach aufgeführt.

## Lage

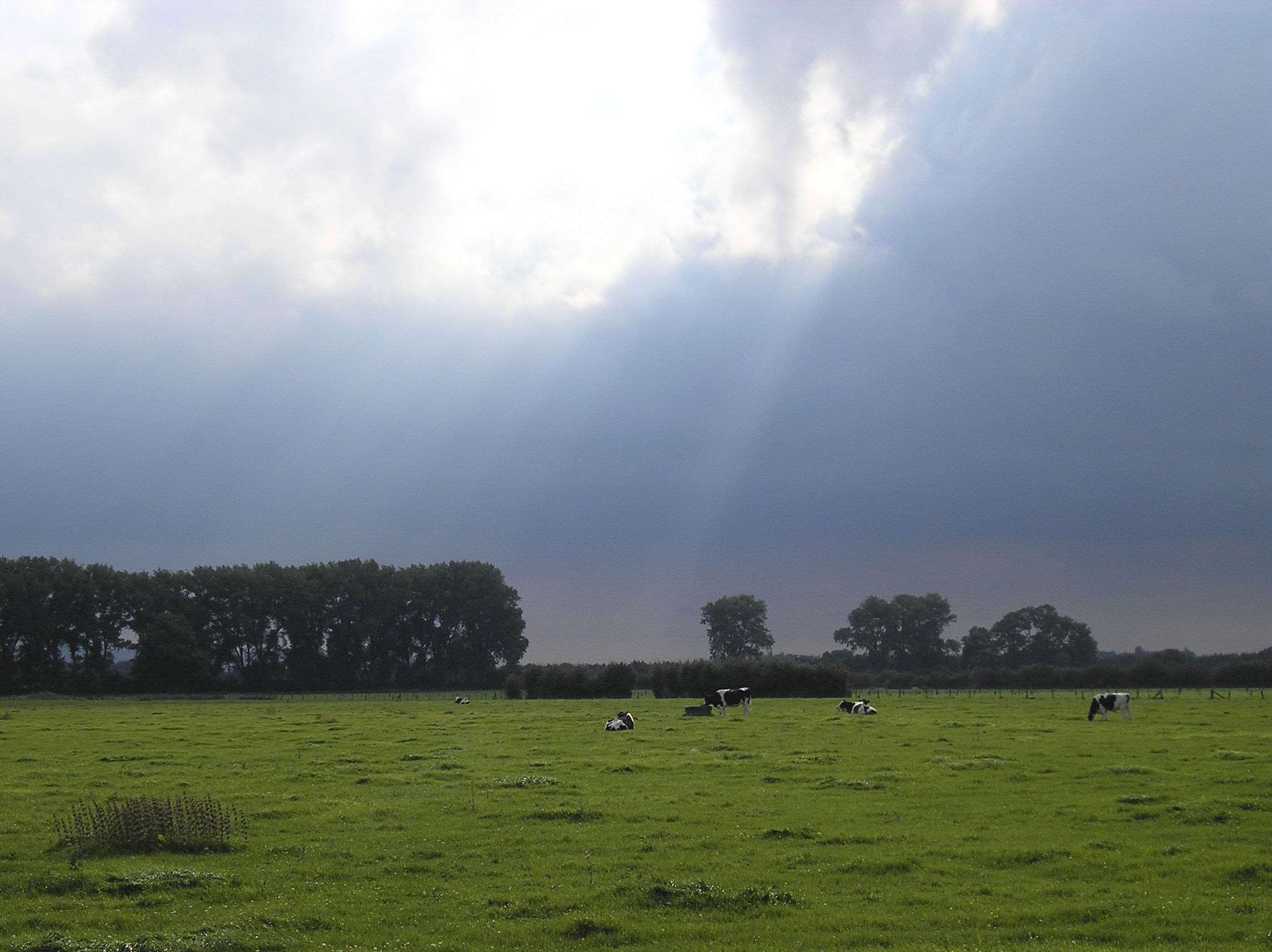
Düffellandschaft bei Mehr (Kranenburg)

Burg Zelem befindet sich in der Gemeinde Kranenburg, die in der Region der Niederrheinischen Tiefebene in Nordrhein-Westfalen, Deutschland, liegt. Die Burganlage ist eingebettet in die charakteristische Düffellandschaft, einer flachen, von Grünflächen und landwirtschaftlich genutzten Arealen geprägten Region. Die Düffel ist bekannt für ihre weiten Felder, Wiesen und die typischen Heckenlandschaften. Die Burg Zelem befindet sich auch nahe der deutsch-niederländischen Grenze.

## Namensvarianten
Für Zelem fallen unterschiedliche historische Schreibweisen auf, unter anderem Selheim, Selceim, Zelem, Selhem, Selm, Selom, Zeelem, Zelm und Zelhem. Sie erklären sich zum einen aus der Unkenntnis der ortsfremden Schreiber, die bis ins 14. Jahrhundert die Lehnslisten verfassten und dabei die Vorlagen oft selber nicht entziffern konnten, zum anderen spiegeln sich auch die Unterschiede der deutschen und niederländischen Sprache wider. So wurde in der Mehrer Schule, die bereits vor 1682 bestand, bis 1840 in holländischer Sprache unterrichtet. Heute trägt die Anlage den Namen Burg Zelem, den man auch auf Wegweisern und Informationstexten der Gemeinde findet.

## Geschichte

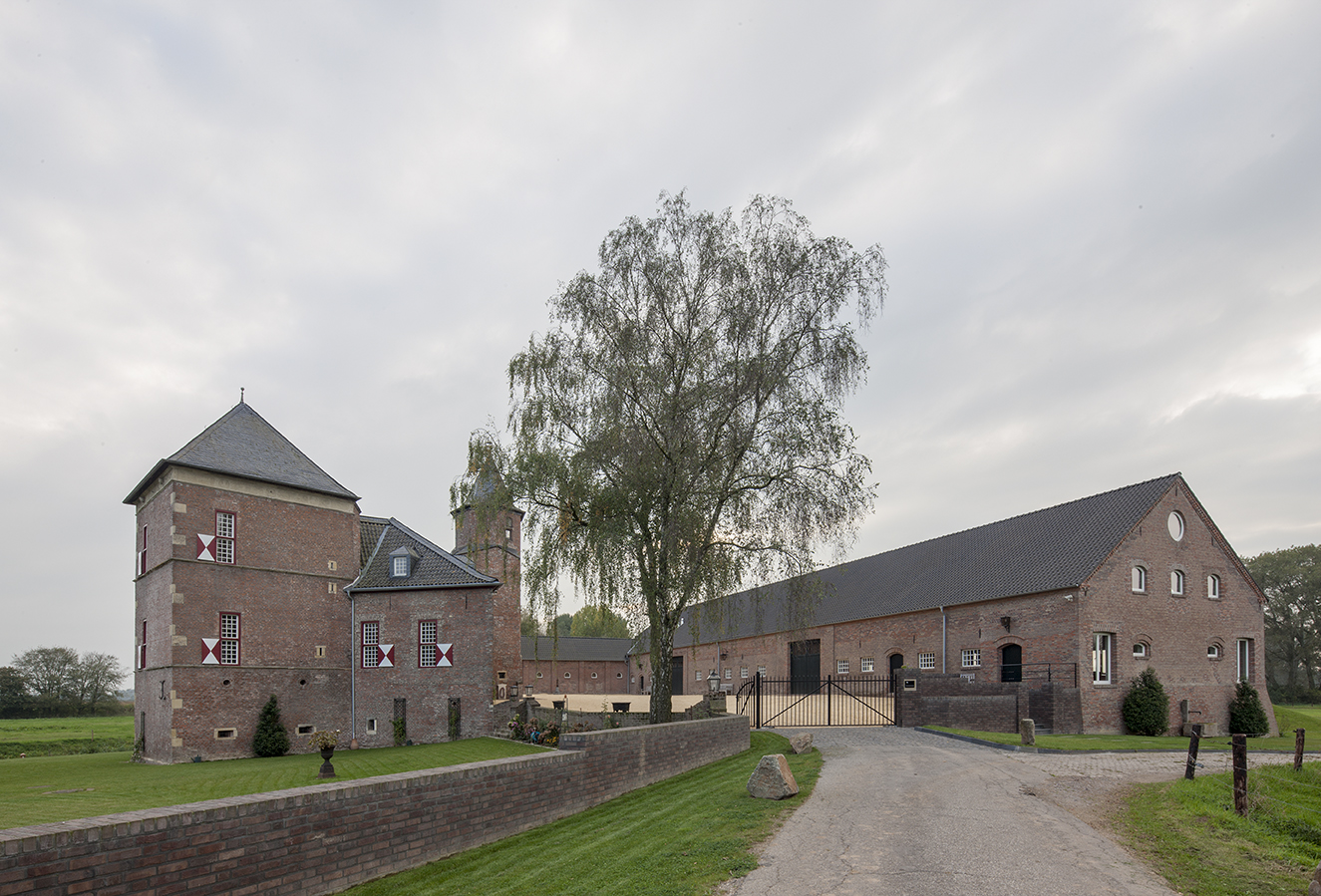
Burg Zelem Vorderansicht

### Besitzer und Eigentümer

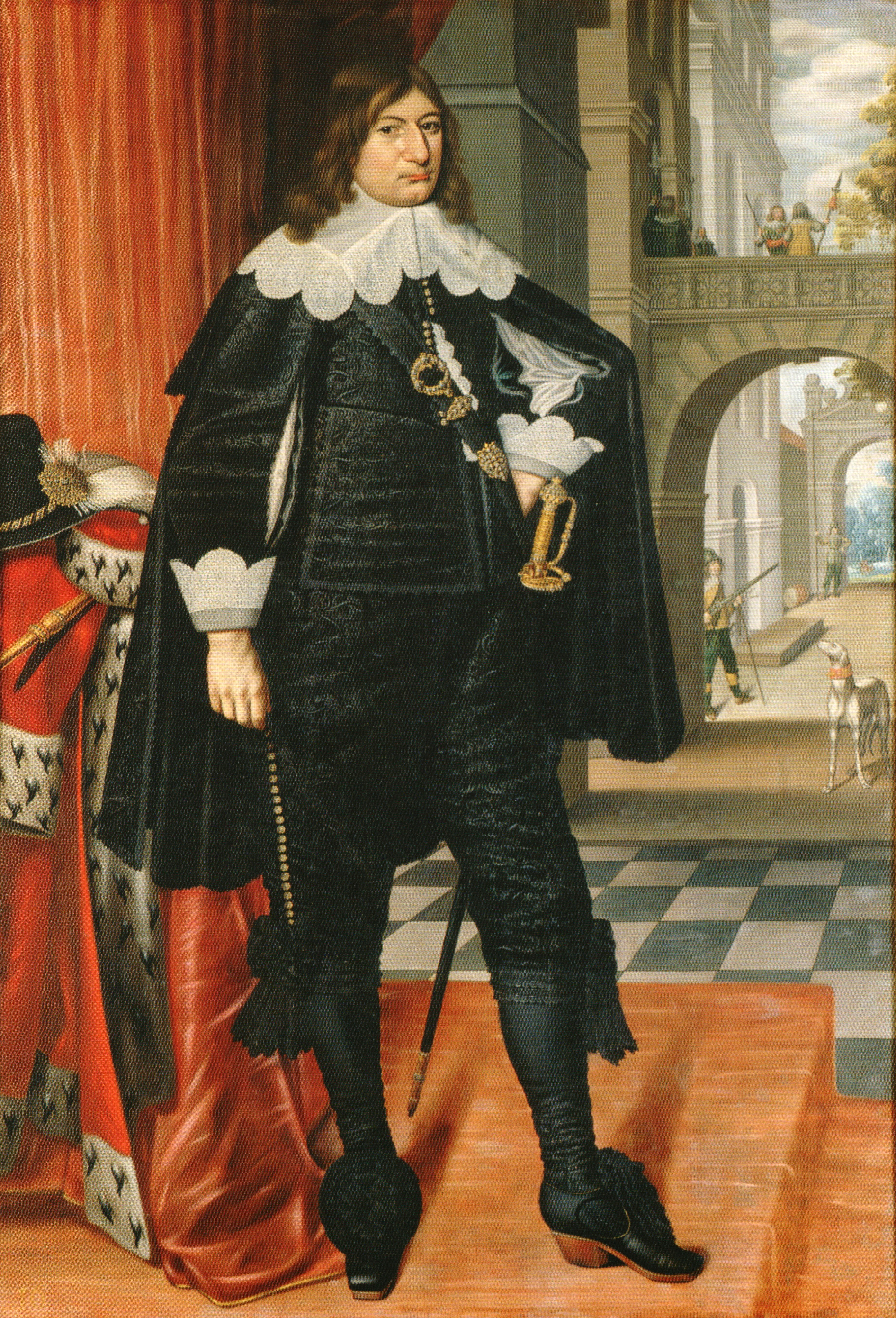
Portrait des Kurfürsten Friedrich Wilhelm von Brandenburg

Graf Balderich ließ gemeinsam mit seiner Frau Adela kurz vor der Jahrtausendwende eine steinerne Motte als Wohnturm erbauen, ähnlich der Struktur von Burg Upladen. Diese Motte wurde jedoch kurz darauf wieder abgetragen. Die Steine wurden zum Bau eines Stiftes an der St.-Martin-Kirche in Zyfflich gespendet, das im Jahr 1003 eingeweiht wurde. Die älteste Erwähnung befindet sich heute in der Nationalbibliothek von Paris, ein zutphenscher Lehenseintrag bzw. Abgabeeintrag der Güter der Abtei Echternach aus dem frühen 12. Jahrhundert.
Um 1320 gingen Stadt und Land Kranenburg als Pfand an Gerhard von Horn. Sein Sohn Dietrich erbte das Land Kranenburg und wurde Herr über Zelem. In der ersten Hälfte des 14. Jahrhunderts gehörte Zelem zum klevischen Land Kranenburg und wurde 1348 an Gysbrecht von Groesbeek, ehe es 1373 Rutger von Groesbeek, der spätere Besitzer von Burg Boetzelaer, erhielt.
1377 ging die Burg als Lehen und Offenhaus der Grafschaft Kleve vom Grafen Adolf von Kleve-Mark an den Ritter Hermann van Eyll. 1414 wurde Johann von Alpen, Herr zu Hönnepel, vom gleichnamigen Sohn des Grafen mit der Herrschaft Zelem belehnt. Durch Heirat der Enkelin Adriane von Alpen († 1502/07) mit Werner III. von Palant ging das Gut 1464 in den Besitz der Familie von Palant über.
Im 15. Jahrhundert gelangte der Adelssitz an die Familien Palant-Wylich, in deren Hand er über Jahrhunderte verblieb. Später folgte, ebenfalls durch Einheirat, die Familie von Wylich zu Diersfordt, deren Wappen sich heute noch über dem Portal befindet. Kurprinz Wilhelm von Brandenburg wurde 1635 bei einem Besuch im Rittersaal der Burg, der sich heute wieder im originalgetreuen Zustand befindet, von Moritz von Nassau in die Kriegskunst eingewiesen. Um diese Zeit besetzten die Spanier die Rhein-Düffelfestung Schenkenschanz, die von den Holländern und Brandenburgern belagert wurde. Freiherr Karl Alexander von und zu Hertefeld wird als nächster Besitzer aufgeführt, dem 1867 Walter Freiherr von Esebeck folgte. 1912 kaufte der Deichgraf zu Keeken, Gerhard Hülskens, die Burg und Teile der dazugehörenden Liegenschaften, und 1926 erwarb Konstantin Arden den Besitz, den er verpachtete. Seit dem Jahr 2000 befindet sich die Burganlage Zelem im Besitz der Familie Jochen Arden. Unter ihrer Leitung fanden von 2000 bis 2013 umfangreiche Sanierungsarbeiten statt, bei denen ein besonderes Augenmerk auf die Erhaltung der historischen Bausubstanz gelegt wurde.

### Baugeschichte
Zwischen dem 10. und 13. Jahrhundert fand ein großer Landesausbau im ganzen Niederrheingebiet statt. Zelem ist aus einer Motte entstanden. Als Wehranlage und Wirtschaftseinheit stellte sie einen besonderen Schutz gegen feindliche Durchmärsche in dieser flachen Landschaft dar. Wichtige Elemente einer Wasserburg sind in die Umfassungsmauern eingearbeiteten Türme. Die Bausubstanz von Zelem weist alle diese frühen Merkmale auf, der umgebende Wassergraben ist heute allerdings nur noch im Süden erhalten. Weil die Burgen im Grenzbereich dem Landesherrn als Außenposten zur Grenzsicherung dienten, fungierte Burg Zelem unter Hermann von Eyl in der zweiten Hälfte des 14. Jahrhunderts als Offenhaus der Grafen von Kleve. Ab dem 14. Jahrhundert begegnet Zelem in den Quellen als klevische Burg. Zelem war für Kleve bei der territorialen Auseinandersetzung mit dem entstehenden Land Kranenburg von Bedeutung.

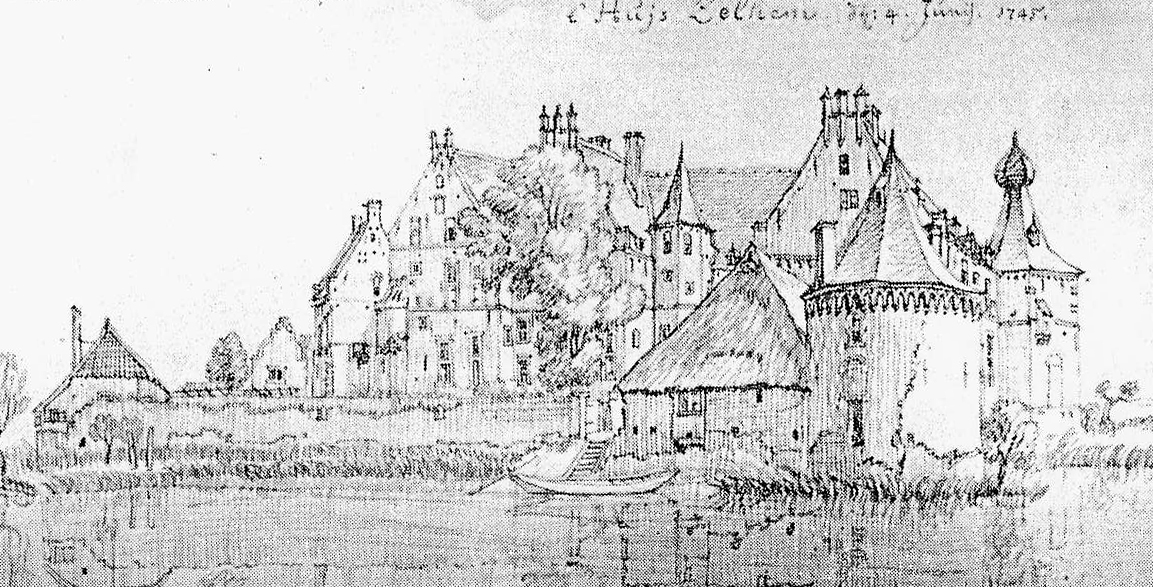
Federzeichnung von Jan de Beijer (1745)

Im 16. Jahrhundert erlebte Zelem einen umfassenden Ausbau zum Renaissance-Schloss mit mächtigen Giebeln und geschweiften Hauben auf den heute mit einfachen Zeltdächern gedeckten Ecktürmen. Eine Federzeichnung von Jan de Beijer aus dem Jahr 1745 gibt dies wieder. Dort verfügt der um ein Stockwerk höhere Haupttrakt auf der Vorderseite über zwei Seitenflügel, die einen Ehrenhof bilden. Ein freistehender Rundturm ist am Rand der Schlossinsel zu erkennen. Um 1800 wurde die Bausubstanz stark reduziert und die Anlage bis auf den Hauptflügel zurückgebaut.

### Vorburgen
Zur Hauptburg gehören zwei Vorburgen, die noch deutlich auf der Landkarte des Vermessers Heinrich van Heys aus dem Jahre 1788 zu erkennen sind. Der Zelemer Hof hat als zweite Vorburg den Wirtschaftsbereich abgedeckt und auch als Vorverteidigung seine Aufgabe wahrgenommen. Dort waren an den Ecken im nördlichen Teil zwei bastionsartig vorgelagerte Bereiche, die als Fundamente von ehemaligen auf Eck gesetzten Türmen auszumachen sind. Auf der Herrenhausinsel sind die Türme auch auf Eck gesetzt worden. Man konnte die Burg ursprünglich nur über die beiden vorgelagerte Vorburgen durch ein zusätzliches Torhaus erreichen.
Der Zelemerhof wird schon in den Urkunden am 22. Mai 1377 als Hermann von Eyl „dat Hues toe Zeelem myt den ouversten Hues end myt den voerborchten“ dem Grafen von Cleve zum Offenhaus aufträgt, erwähnt. Die Scheunen sind von Adelhart Zippelius 1956 in seinem Werk: „Das Bauernhaus am unteren deutschen Niederrhein“ mit Aufrissen und Fotos behandelt und gewürdigt worden.
Die erste Vorburg wird heute aufwendig saniert, die zweite Vorburg wurde nicht unter Denkmalschutz gestellt und wird einem modernen Stallbetrieb weichen.

## Beschreibung
Man kann davon ausgehen, dass die heutige Bausubstanz der dreiflügeligen Anlage weitgehend der ersten Hälfte des 15. Jahrhunderts angehört. Die Anlage besitzt zwei Ecktürme, von denen einer einen Sandsteinfries mit Ornamenten, Fabelwesen und menschlichen Köpfen trägt, sowie einen Treppenturm. Das Portal aus Haustein ziert das Wappen der Familie Palant und die Jahreszahl 1464. Sie dokumentieren den Beginn der großzügigen Umbauphase in der Zeit der Renaissance. Das Palantsche Wappen findet sich auch im Inneren der Burg an mehreren Stellen wieder. Der Raum im Erdgeschoss des Ostturms stammt aus dieser frühen Bauphase und ist besonders gut erhalten. Das Turmzimmer besitzt ein Sterngewölbe und ist mit einem Renaissance-Kamin ausgestattet. Das gut erhaltene Sterngewölbe zeigt das Palantsche Wappen, und der aus Sandstein gehauene, große Kamin mit Renaissancedekor wird ebenfalls vom Wappen geziert.
Ein weiterer Kamin befindet sich im Obergeschoss des Ostturms, dessen Wand mit Tontäfelchen verziert ist. Sie zeigen biblische Szenen. Im Keller unter dem Ostturm, der über die Wendeltreppe im Eingangsturm zugänglich ist, befindet sich eine offene Feuerstelle, die wahrscheinlich zu Zeiten einer Belagerung von den Bewohnern der Burganlage als Kochstelle genutzt wurde. In der Nähe des Südturms befindet sich auch eine Zisterne, welche die Versorgung der Belagerten mit Frischwasser sicherte. Die mit Haustein versehenen Lichtschlitze im Verlauf der Wendeltreppe des Ostturms dienten im kriegerischen Zeiten nach Aufkommen der Feuerwaffen als Schießscharten. Im Treppenturm befindet sich im oberen Zugang zum Kellergewölbe ein Verlies.
Bereits im frühen 17. Jahrhundert war Burg Zelem mit Fischerei Rechten aus dem Selhemer Mehr belehnt. Die Fischerei war zu damaliger Zeit eine wichtige Einnahmequelle. Dies belegt eine Urkunde von 1625 aus dem Diersfordter Archiv. Mit Ausbau der landwirtschaftlichen Flächen im 19. Jahrhundert wurden die großen Wasserflächen um die Hauptinsel herum trockengelegt. Heute zeugen noch einzelne Fischteiche entlang der Wetering von dieser einträglichen Fischereiwirtschaft.

## Stiftung Burg Zelem
Die Stiftung Burg Zelem, eine gemeinnützige Stiftung bürgerlichen Rechts, wurde vom Automobilunternehmer Jochen Arden gegründet. Sie hat sich zum Ziel gesetzt, den mittelalterlichen Rittersitz Burg Zelem, der über tausend Jahre alt ist, langfristig für die Öffentlichkeit zu erhalten. Die Stiftung betont die Bedeutung von Denkmalen als baukulturelles Erbe und Teil unserer Identität. Sie zeugen von Geschichte und erzählen Geschichten.
Die Zwecke der Stiftung umfassen:
- Förderung des Denkmalschutzes und der Denkmalpflege.
- Unterstützung von Kunst und Kultur.
- Durchführung von Führungen und Bildungsprojekten in Verbindung mit Burg Zelem und der umgebenden Kulturlandschaft.
- Schaffung von Kunst- und Kulturangeboten, insbesondere auf Burg Zelem und in ihrer Umgebung.

Ein zukünftiges Automobilmuseum auf Burg Zelem ist ebenfalls geplant, um Automobile als wichtige Kulturgüter zu bewahren und zu würdigen. Das Museum soll die Sammlung automobiler Raritäten pflegen und erhalten, um die Begeisterung für Automobile und ihre kulturelle Bedeutung zu teilen und zu fördern.

## Arden British Day

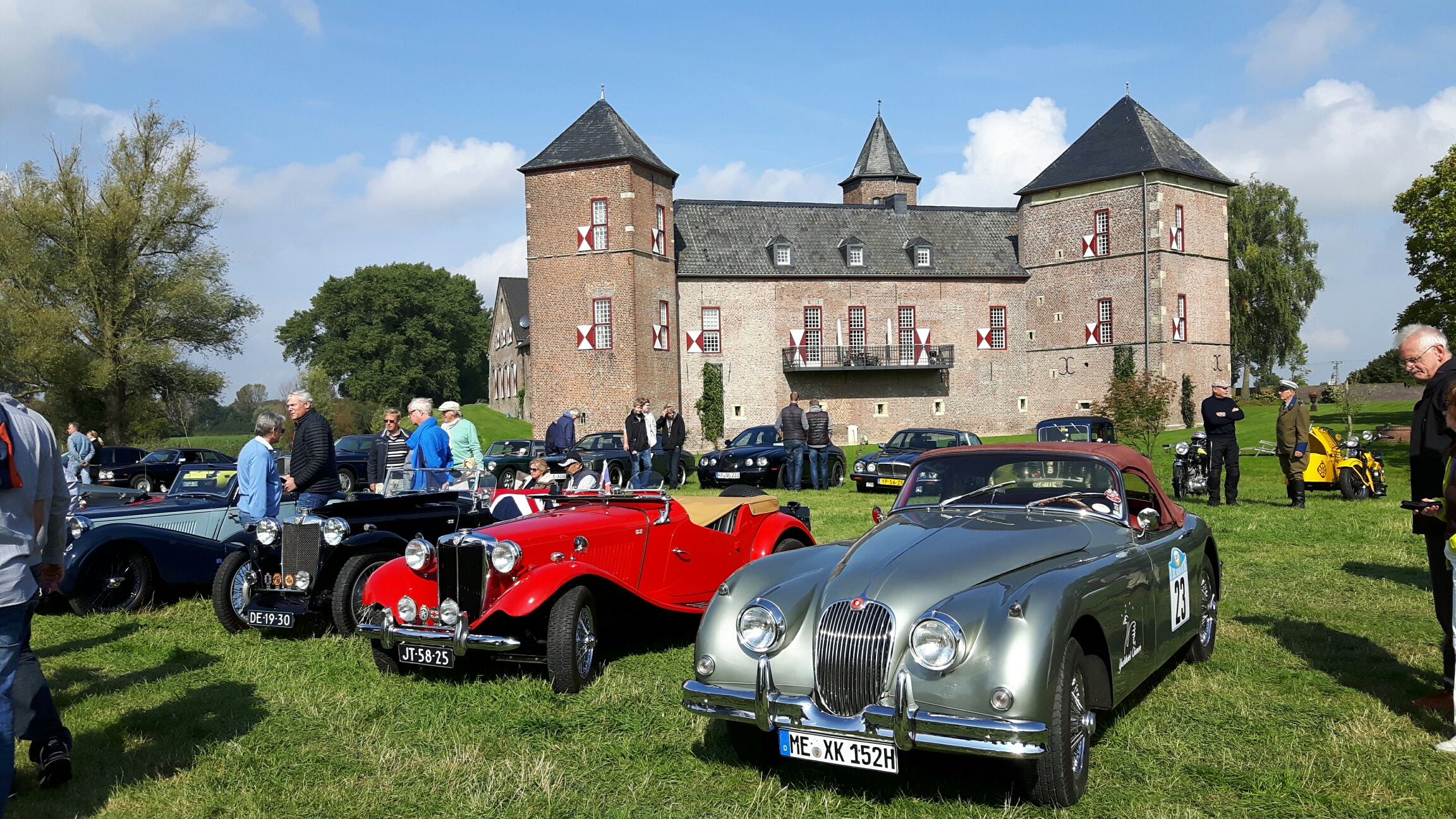
Der Arden British Day vor der Burg Zelem (2017)

Der Arden British Day, eine jährlich im September stattfindende Veranstaltungsreihe, wird seit 2016 in Kranenburg-Mehr, vor der Kulisse von Burg Zelem abgehalten. Unter der Leitung von Jochen Arden hat sich das Event als beliebter Treffpunkt für Enthusiasten von Oldtimern und Youngtimern etabliert.
Der Arden British Day ist nicht nur eine Plattform zur Präsentation britischer Autos, sondern bietet auch Gelegenheit zur Erholung inmitten der Natur. Die idyllische Lage von Burg Zelem und der umgebenden Landschaft trägt zu einer friedvollen Atmosphäre bei. Besucher schätzen besonders den persönlichen Charakter der Veranstaltung, der sich deutlich von größeren Automobiltreffen unterscheidet.

## Führungen
Die Anlage kann im Rahmen von Führungen besichtigt werden. Die Burg ist nicht öffentlich zugänglich, jedoch finden besondere Veranstaltungen wie der Arden British Day oder der Tag des offenen Denkmals statt. Auf Anfrage sind auch Kinderführungen möglich.
Zusätzlich zu den zahlreichen historischen und kulturellen Entwicklungen, die die Burganlage Zelem im Laufe der Jahrhunderte erfahren hat, wurde in jüngerer Zeit eine 3D-Simulation der Burg erstellt.